# Rheindelta (Bodensøen)
Rheindelta ved Bodensøen er et floddelta på den sydøstlige bred af Bodensøen, som Alpenrhein har dannet. Det meste ligger i Vorarlberg, mindre dele i Schweiz Kanton St. Gallen. De to halvøer i søen hedder Rheinspitz (vest) og Rohrspitz (øst).

## Beliggenhed
Alpenrhein-deltaet er et samlet deltaområde med de østligt tilstødende deltaer fra Dornbirner Ach og Bregenzer Ach. Dette deltaområde strækker sig over hele dalområdet (fra det schweiziske Staad i vest til Bregenz i øst). I nord udgør den nuværende Bodenseeufer naturligvis grænsen, hvis man ignorerer deltaet fortsætter under søfladen. Den sydlige grænse afhænger af, hvordan man definerer, hvor søbredden er, efter at Rheingletscher blev afsmeltet.  Rhinreguleringen mellem Lustenau og Fußach i starten af det 20. århundrede er ikke en original deltaarm, og forløber gennem det historiske deltaområde for Dornbirner Ach. Ikke desto mindre har den vigtigste deltaformation siden da været ved mundingen af Rhinen-tråden mellem bydelene Fußach og Hard, og ikke længere ved den tidligere hovedudmunding Altenrhein. Ligesom Rhinen nær Lustenau ligger Altenrhein tæt på den vestlige skråning af Rhindalen og danner statsgrænsen mellem Østrig og Schweiz. Sumpskoven på den østrigske side af Altenrhein hedder Rheinholz.

## Udvikling
Da Rheingletsjeren trak sig tilbage efter den sidste istid, blev Bodensøen dannet, som oprindeligt rakte længere sydover i Alpenrheintal. På samme tid begyndte deltaet at blive dannet ved Altenrhein-mundingen. Denne proces er stadig i gang, og vil indenfor nogle tusinde år ende med, at Bodensøen sander fuldstændig til.
Ved opførelsen af Polderdamm (1956-1963) kunne man benytte sø-nære områder til landbrugsformål i højere grad, efter man havde sænket vandstanden med pumpestationer og ryddet sump- og fugtigbundsskove.

## Naturbeskyttelsesområder i Rheindelta - historie
Rheindeltaet er det største vådområde ved Bodensøen og strækker sig fra Altenrhein-mundingen forbi den nye munding til Dornbirner Ach. Det beskyttede område består af omkring 2.000 hektar med lavt vand, rørskove, våd eng og sumpskovområder. Det er også avls- og hvilested for fugle med betydning for hele Europa. Der er observeret omkring 330 fuglearter. På den østrigske såvel som på den schweiziske side er der udpeget et naturreservat, i Vorarlberg også et Natura 2000-område, et fuglebeskyttelsesområde, og et Ramsarområde.

### Rheinau naturreservat
Allerede før krigen var det nederste udmundingsområde under kraftigt pres, i Vorarlberg fra industricentrene Höchst og Hard, i St. Gallen med opførelsen af Dornier-værkerne omkring år 1920 og anlæggelsen af lufthavnen St. Gallen-Altenrhein.
Günther Schlesinger (1886-1945), som i dag betragtes som stamfar til østrigsk naturbevarelse anså allerede i 1936 måden, som naturen blev behandlet på i Vorarlberg, som værende gammeldags: alle dyr, der blev anset for at være skadelige for fiskeri eller jagt, blev udsat for ubegrænset og ubarmhjertig forfølgelse. Der blev lavet en bestandigt voksende liste af "rovdyr", og i midten af det 20. århundrede var ulv, los, vildkat, brunbjørn og fiskeodder blevet fuldstændig udryddet i Vorarlberg.
I 1939 indgav Friedrich Lürzer, skovhugger fra Bregenz, en presserende myndighedsanmodning om, at et 750 hektar stort område ved Bodensøen mellem den gamle og den nye udmunding af Rhinen skulle stå under naturbeskyttelse, idet landskabet og dyreverdenen var helt unik. Den 21. august 1942 blev den midlertidige forordning gjort permanent.
Forordningen blev endelig bekendtgjort i 1949.
Fra begyndelsen af 1950'erne på Bodensøen indgik der flere og flere anmodninger om undtagelser, så der kunne bygges badeanstalter, sommerhuse, campingpladser, fiskehytter og skure. Også til anlæggelsen af havne, oplagringsområder, fjernelse af grus eller sand krævede undtagelser fra forordningen. I 1957 besluttede delstatsregeringen ikke at udstede flere undtagelser for Rhindeltaet.

### Polderdamm
Ved opførelsen af Polderdamm (1956-1963) kunne man benytte sø-nære områder til landbrugsformål i højere grad, efter man havde sænket vandstanden  med pumpestationer og ryddet sump- og fugtigbundsskove. Fortalere slog på den større mængde korn, der kunne dyrkes, mens miljøfolk pegede på de negative konsekvenser for grundvandet og opfordrede til, at en del af vådområderne skulle beskyttes for at bevare mangfoldigheden af planter og dyr.
I 1963 havde tidsskriften Schweizer under titlen Das Rheindelta vor dem Untergang (oversat: Rhindeltaet står foran undergangen), at området med det største fugleliv i mellemeuropa var ved at blive ødelagt. Et år senere besluttede WWF Verdensnaturfonden at inddrage Rhindeltaet som et særligt presserende projekt i sit aktivitetsprogram.
Den østrigske Institut for Naturbevarelse og Landskabsforvaltning kritiserede i et brev fra 1971: {{[...] ifølge konsensusudtalelse fra indenlandske og udenlandske naturbevaringseksperter er Vorarlberg Rheindelta en af de mest værdifulde og på samme tid en de mest bevaringsværdige områder i Europa. Vorarlbergs delstatsregering bør derfor straks standse arbejdet med at sænke grundvandsstanden og gøre alt for at opnå en effektiv beskyttelse af området.}}

### Vorarlberg naturreservat Rheindelta
I 1976 udstedte delstaten Vorarlberg en forordning  som omfattede 1.972 hektar med lavt vand, rørskove, våd eng og sumpskovområder, samt 250 hektar eng til dyrkning af strø. Indtil begyndelsen af 1990'erne var ordningen for sidstnævnte dog begrænset til fem år ad gangen.  Permanent beskyttelse af alle områder samt inkorporere sumpområdet Gaißauer Ried og yderligere eng-områder i naturreservatet, stødte på modstand fra kommunerne. I 1992 blev der for første gang udstedt en forordning for en periode på ti år i stedet for fem år, og den har siden år 2002 været gældende i ubestemt tid. 

### St.-Galler naturreservat Altenrhein
Mellem landsbyen Altenrhein og udmundingen af Altenrhein ligger det lille naturreservat 'Altenrhein',
Også her blev området brugt som byggegrund helt frem til 1975.
Da man byggede den schweiziske motorvej A1, som kun ligger et par hundrede meter fra søbredden ved Altenrhein, opstod der yderligere pres. En skelsættende dom fra føderaldomstolen i Lausanne satte imidlertid alt under naturbeskyttelse.

### Internationale aftaler
Siden den 16. december 1982 står Rhindeltalen under beskyttelse af Ramsar-konventionen for vådområder.
I år 2003 blev Rhindeltaet, med 2.066 hektar, tilføjet til Natura 2000-listen for at beskytte Europas mest værdifulde arter og levesteder og for at bevare biodiversiteten for hele Mellemeuropa.